# Condado de DeWitt (Illinois)
El condado de DeWitt (en inglés: DeWitt County), fundado en 1839, es uno de 102 condados del estado estadounidense de Illinois. En el año 2000, el condado tenía una población de 16 798 habitantes y una densidad poblacional de 16 personas por km². La sede del condado es Clinton. El condado recibe su nombre en honor a DeWitt Clinton.

## Geografía
Según la Oficina del Censo, el condado tiene un área total de 1049 km² (405 mi²), de la cual 1030 km² (397,7 mi²) es tierra y 20 km² (7,722007722008 mi²) (1.87%) es agua.

### Condados adyacentes
- Condado de McLean (norte)
- Condado de Piatt (este)
- Condado de Macon (sur)
- Condado de Logan (oeste)

## Demografía
Según la Oficina del Censo en 2000, los ingresos medios por hogar en el condado eran de $41 256, y los ingresos medios por familia eran $50 429. Los hombres tenían unos ingresos medios de $35 902 frente a los $23 998 para las mujeres. La renta per cápita para el condado era de $20 488 Alrededor del 8.20% de la población estaban por debajo del umbral de pobreza.

## Transporte

### Autopistas principales
- Interestatal 74
- US Route 51
- US Route 150
- Ruta de Illinois 10
- Ruta de Illinois 48
- Ruta de Illinois 54

## Municipalidades

### Ciudades
- Clinton
- Farmer City

### Villas
- DeWitt
- Kenney
- Wapella
- Waynesville
- Weldon

## Municipios
El condado de DeWitt está dividido en 13 municipios:
| - Municipio de Barnett - Municipio de Clintonia - Municipio de Creek - Municipio de DeWitt - Municipio de Harp | - Municipio de Nixon - Municipio de Rutledge - Municipio de Santa Anna - Municipio de Texas - Municipio de Tunbridge | - Municipio de Wapella - Municipio de Waynesville - Municipio de Wilson |